# Tomares ballus
The Provence Hairstreak or Cardenillo (Tomares ballus) là một loài bướm ngày thuộc họ Bướm xanh. Nó được tìm thấy ở bán đảo Iberia, Northern Africa và along the Mediterranean bờ biển của Pháp.
Sải cánh dài 28–30 mm. Chúng bay từ tháng 1 đến tháng 4.
Ấu trùng ăn Astragalus lusitanicus, Medicago, Dorycnium, Lotus và Anthyllis.

## Hình ảnh

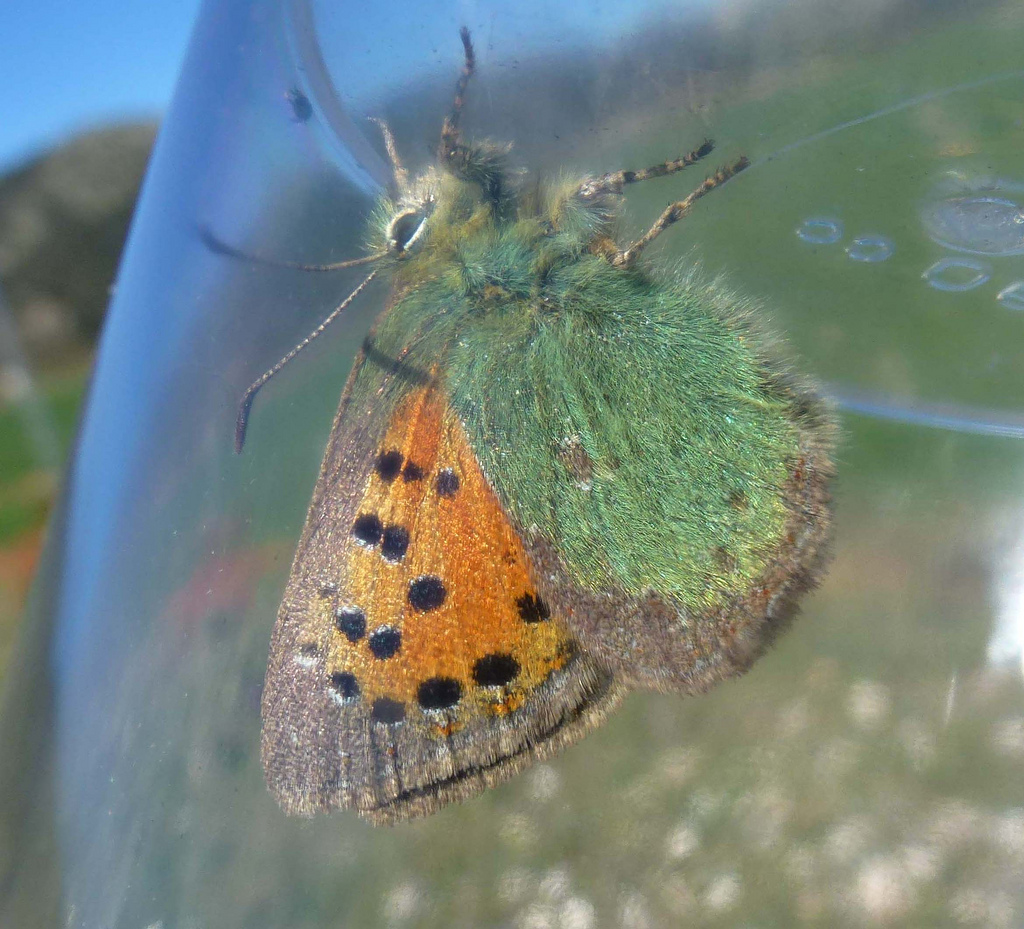
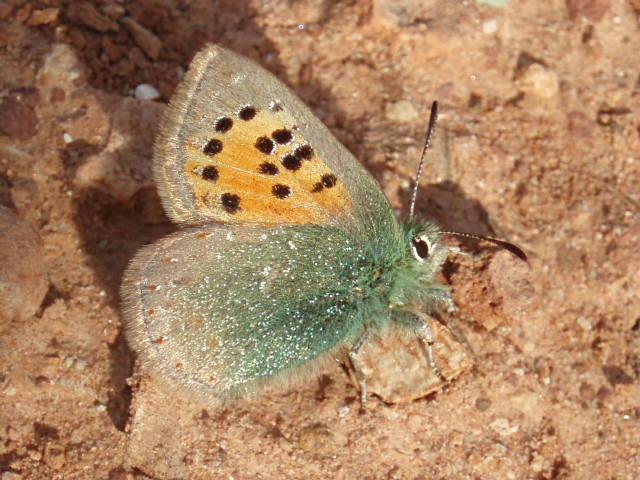
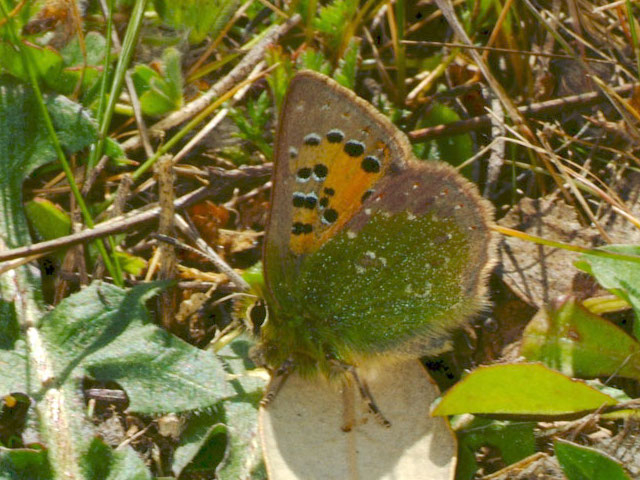